# Joseph Jouthe
Joseph Jouthe, né le 17 octobre 1961 à Thomonde, est un homme d'État haïtien. Il est Premier ministre du 4 mars 2020 au 14 avril 2021.

## Biographie
Il est né le 17 octobre 1961 à Thomonde.
En septembre 2018, il devient ministre de l'Environnement dans le gouvernement de Jean-Henry Céant. En septembre 2019, il devient également ministre par intérim de l'Économie et des Finances.
Nommé Premier ministre le 2 mars 2020, il est investi avec son gouvernement le 4 mars. Il remet la démission de son gouvernement le 14 avril 2021. Le ministre des Affaires étrangères Claude Joseph lui succède par intérim.